# 6つのバガテル (ベートーヴェン)
6つのバガテル（フランス語: Six bagatelles） 作品126 は、ルートヴィヒ・ヴァン・ベートーヴェンが1823年から1824年にかけて作曲したピアノのためのバガテル集。作曲者最後のピアノ作品にして、晩年の様式を示す傑作として知られる。

## 概要
バガテル（Bagatelle）という単語はフランス語で「取るに足らないもの」を意味し、フランソワ・クープランが1717年にクラヴサンのためのロンドに「Les bagatelles」と名付けて以来音楽作品に使用されるようになった。ベートーヴェン自身は本作の自筆譜に「些細なこと、つまらないもの」を意味するドイツ語の「Kleinigkeiten」と書き入れている。彼は生涯に計26曲のバガテルを作曲した。曲集としてまとめられた7つのバガテル（1802年完成、作品33）及び11の新しいバガテル（1822年完成、作品119）のほか、作品番号を持たずWoO番号で整理されるバガテルがあり、中でも『エリーゼのために』（WoO 59）は広く知られている。
本作の作曲は1823年終盤から1824年初頭にかけて進められた。これはベートーヴェンが交響曲第9番に取り組んでいた時期にあたり、この作品が作曲者にとって最後のピアノ作品となる。様々な成立過程の曲を合わせてまとめられた前作の作品119とは異なり、本作は当初から連作として構想されたらしいことがわかっている。1824年5月頃のスケッチ帳の中に連続して着想が書き留められていること、そのスケッチ欄外に「小曲の連作」（Ciclus von Kleinigkeiten）と記されていることがその根拠となる。第2曲以降が長3度ずつ下降していく配置となっているところにも、曲集としてのまとまりに対する配慮が窺える。
本作には作曲者後期の様式が反映され、深い情感が表出されている。曲には楽想、強弱、リズムの急展開やカデンツァの挿入が見られ、それでいて音色は総じてヴァルター・リーツラーがベートーヴェンの晩年に特有であると指摘した「浮遊」を感じさせる。作曲者自身は1824年11月にショット社に出版を持ち掛けるにあたり、曲集の出来栄えについて「かなり発展的な曲も含まれており、私がこれまでに書いた同種の作品でおそらく最良のもの」と述べている。その言葉通り、本作はベートーヴェン後期を代表する傑作のひとつとなっている。

## 楽曲構成
奇数番号の楽曲が緩徐であるのに対し、偶数番号の楽曲は急速な曲調となっている。演奏時間は6曲で約19分。

### 第1曲
Andante con moto 3/4拍子 ト長調
自由な二部形式。「歌うように、気持ちよく」（Cantabile e compiacevole）との指示により、譜例1が歌い始められる。中間部分では2/4拍子に転じると次第に音価を小さくしてカデンツァ風の走句に至る。再現される譜例1の主題は左手に現れ、曲の後半を反復して静かに終わる。なお、曲の最後には反復記号に加えて「第2部を2回演奏すること」（La seconda parte due volte.）と書き加えられている。
譜例1

### 第2曲
Allegro 2/4拍子 ト短調
二部形式。丸山は三部形式と分析する。前半は譜例2の急速な楽想と8分音符のフレーズが交代しながら進む。中間部には変ロ長調でカンタービレの旋律が配されるも、次第に冒頭の急速な動きが戻ってくる。
譜例2

### 第3曲
Andante 3/8拍子 変ホ長調
三部形式。第1曲や第2曲中間部と同じくカンタービレの指示があり、後期ピアノソナタに共通する歌謡性を感じさせる。ルイス・ロックウッドはこの曲が弦楽四重奏曲第12番第2楽章や第16番第3楽章に等しいものであると評した。讃美歌のように澄んだ旋律が奏でられていく（譜例3）。この清澄で高貴な主題はロマン派の時代の到来を見通すかのようである。中間にはカデンツァが置かれ、その後は細かい装飾的音型を伴って主題が奏されていく。小規模な結尾により静かに閉じられる。
譜例3

### 第4曲
Presto 2/2拍子 ロ短調
トリオとコーダのついたスケルツォ、もしくはABABの形式。冒頭から劇的で強靭な音楽が展開されていく（譜例4）。対位法的な手法も織り交ぜつつ一気に進む。
譜例4
中間部では、対照的に抒情的で落ち着いた旋律が繰り返される低音の伴奏に乗って現れる（譜例5）。ここではベートーヴェンの後期に特徴的な楽想の自由な展開が行われていく。ピアノソナタ第7番の第2楽章にはこの部分の右手と非常に近い音型が用いられている。譜例4と譜例5がそれぞれ再現され、最後は静かに結ばれる。
譜例5

### 第5曲
Quasi allegretto 6/8拍子 ト長調
三部形式。穏やかな曲調が前の曲との間に強い対比を生んでいる。譜例6の歌謡的な旋律が緩やかに流れていく。ハ長調に転じる中間部では息の長いクレッシェンドがかけられ、その頂点であるリンフォルツァンドに向かって左右の音域が広がっていく。その後は高い音域を用いて譜例6が再現されて終わりに向かう。
譜例6

### 第6曲
Presto 2/2拍子 変ホ長調 - Andante amabile e con moto 3/8拍子 変ホ長調
二部形式の前後を異なる楽想で挟み込む形。急速なフレーズが唐突に開始する（譜例7）。
譜例7
主部は3/8拍子となり、テヌートをかけながらゆったりと開始する（譜例8）。
譜例8
やがて右手は3連符主体の進行となり、3連符が伴奏へ移って長いスパンで音量を変化させつつ自由に展開される。やがて3連符は右手へ戻り、次いで譜例8が回帰し、最後は譜例7がそのまま再現してベートーヴェン最後のピアノ作品は幕を閉じる。